# Lijst van voetbalinterlands Equatoriaal-Guinea - Gabon
Deze lijst van voetbalinterlands is een overzicht van alle officiële voetbalwedstrijden tussen de nationale teams van Equatoriaal-Guinea en Gabon. De Afrikaanse landen speelden tot op heden elf keer tegen elkaar. Het eerste duel was een vriendschappelijke wedstrijd op 18 december 1987 in Ndjamena (Tsjaad). De laatste ontmoeting, een groepswedstrijd tijdens de Afrika Cup 2015, vond plaats op 25 januari 2015 in Bata.

## Wedstrijden
| №  | Plaats     | Datum            | Competitie                   | Wedstrijd                  | Uitslag |
| -- | ---------- | ---------------- | ---------------------------- | -------------------------- | ------- |
| 1  | Ndjamena   | 18 december 1987 | Vriendschappelijk            | Gabon – Equatoriaal-Guinea | 0 – 0   |
| 2  | Douala     | 4 december 1988  | Vriendschappelijk            | Gabon – Equatoriaal-Guinea | 3 – 0   |
| 3  | Bata       | 2 augustus 1998  | Afrika Cup 2000 kwalificatie | Equatoriaal-Guinea – Gabon | 0 – 2   |
| 4  | Libreville | 16 augustus 1998 | Afrika Cup 2000 kwalificatie | Gabon − Equatoriaal-Guinea | 3 − 0   |
| 5  | Libreville | 7 november 1999  | Vriendschappelijk            | Gabon − Equatoriaal-Guinea | 4 − 0   |
| 6  | Libreville | 29 maart 2003    | Afrika Cup 2004 kwalificatie | Gabon − Equatoriaal-Guinea | 4 − 0   |
| 7  | Malabo     | 8 juni 2003      | Afrika Cup 2004 kwalificatie | Equatoriaal-Guinea − Gabon | 2 − 1   |
| 8  | Bata       | 11 maart 2006    | Vriendschappelijk            | Equatoriaal-Guinea − Gabon | 0 − 0   |
| 9  | Ndjamena   | 9 maart 2007     | Vriendschappelijk            | Equatoriaal-Guinea − Gabon | 1 − 1   |
| 10 | Cannes     | 7 oktober 2011   | Vriendschappelijk            | Gabon − Equatoriaal-Guinea | 2 − 0   |
| 11 | Bata       | 25 januari 2015  | Afrika Cup 2015              | Gabon − Equatoriaal-Guinea | 0 − 2   |

## Samenvatting
| Competitie              | Totaal gespeeld | Winst Equat.-Guinea | Gelijk | Winst Gabon | Doelsaldo Equat.-Guinea – Gabon |
| ----------------------- | --------------- | ------------------- | ------ | ----------- | ------------------------------- |
| Afrika Cup              | 1               | 1                   | 0      | 0           | 2 − 0                           |
| Afrika Cup-kwalificatie | 4               | 1                   | 0      | 3           | 2 − 10                          |
| Vriendschappelijk       | 6               | 0                   | 3      | 3           | 1 − 10                          |
| Totaal                  | 11              | 2                   | 3      | 6           | 5 − 20                          |

Wedstrijden bepaald door strafschoppen worden, in lijn met de FIFA, als een gelijkspel gerekend.

## Details

### Eerste ontmoeting
| Vriendschappelijk (Ndjamena, Tsjaad, 18 december 1987): |       |                    |
| Gabon                                                   | 0 – 0 | Equatoriaal-Guinea |
|                                                         | goals |                    |

FEF · A-internationals · Selecties · Equatoriaal-Guinees vrouwenelftal
1970 – 1979 · 
1980 – 1989 · 
1990 – 1999 · 
2000 – 2009 · 
2010 – 2019 ·
2020 − 2029
1975 · 
1976 · 
1977 · 
1978 · 1979 · 1980 · 
1981 · 
1982 · 1983 · 
1984 · 
1985 · 
1986 · 
1987 · 
1988 · 
1989 · 
1990 · 
1991 · 1992 · 1993 · 1994 · 1995 · 1996 · 1997 · 
1998 · 
1999 · 
2000 · 
2001 · 
2002 · 
2003 · 
2004 · 
2004 · 
2005 · 
2006 · 
2007 · 
2008 · 
2009 · 
2010 · 
2011 · 
2012 · 
2013 · 
2014 · 
2015 · 
2016 · 
2017 ·
2018 ·
2019 ·
2020 ·
2021 ·
2022 ·
2023 ·
2024
Algerije ·
Andorra ·
Angola ·
Benin ·
Botswana ·
Burkina Faso ·
Cambodja ·
Centraal-Afrikaanse Republiek ·
Congo-Brazzaville ·
Congo-Kinshasa ·
Djibouti ·
Egypte ·
Estland ·
Gabon ·
Gambia ·
Ghana ·
Guinee ·
Guinee-Bissau ·
Ivoorkust ·
Kaapverdië ·
Kameroen ·
Kenia ·
Kosovo ·
Libanon ·
Liberia ·
Libië ·
Madagaskar ·
Malawi ·
Mali ·
Marokko ·
Mauritanië ·
Mauritius ·
Namibië ·
Niger ·
Nigeria ·
Rwanda ·
Saoedi-Arabië ·
Sao Tomé en Principe ·
Senegal ·
Sierra Leone ·
Soedan ·
Spanje ·
Tanzania ·
Togo ·
Tsjaad ·
Tunesië ·
Zambia ·
Zuid-Afrika ·
Zuid-Soedan
FGF · A-internationals · Selecties · Bondscoaches · Olympisch elftal · Gabonees vrouwenelftal
1960 – 1969 ·
1970 – 1979 ·
1980 – 1989 ·
1990 – 1999 ·
2000 – 2009 ·
2010 – 2019 ·
2020 − 2029
1960 · 
1961 · 
1962 · 
1963 · 
1964 ·
1965 · 
1966 · 
1967 · 
1968 ·
1969 · 
1970 · 
1971 · 
1972 · 
1973 ·
1974 ·
1975 ·
1976 · 
1977 · 
1978 · 
1979 · 
1980 · 
1981 · 
1982 · 
1983 · 
1984 · 
1985 · 
1986 · 
1987 · 
1988 · 
1989 · 
1990 · 
1991 · 
1992 · 
1993 · 
1994 · 
1995 · 
1996 · 
1997 · 
1998 · 
1999 · 
2000 · 
2001 · 
2002 · 
2003 · 
2004 · 
2005 · 
2006 · 
2007 · 
2008 · 
2009 · 
2010 · 
2011 · 
2012 · 
2013 · 
2014 ·
2015 ·
2016 ·
2017 ·
2018 ·
2019 ·
2020 ·
2021 ·
2022 ·
2023
Algerije ·
Andorra ·
Angola ·
België ·
Benin ·
Botswana ·
Brazilië ·
Burkina Faso ·
Burundi ·
Centraal-Afrikaanse Republiek ·
Comoren ·
Congo-Brazzaville ·
Congo-Kinshasa ·
Egypte ·
Equatoriaal-Guinea ·
Gambia ·
Ghana ·
Guinee ·
Guinee-Bissau ·
Ivoorkust ·
Kaapverdië ·
Kameroen ·
Kenia ·
Lesotho ·
Libanon ·
Liberia ·
Libië ·
Madagaskar ·
Malawi ·
Mali ·
Malta ·
Marokko ·
Mauritanië ·
Mauritius ·
Mozambique ·
Namibië ·
Niger ·
Nigeria ·
Oeganda ·
Oman ·
Portugal ·
Rwanda ·
Sao Tomé en Principe ·
Saoedi-Arabië ·
Senegal ·
Seychellen ·
Sierra Leone ·
Soedan ·
Swaziland ·
Tanzania ·
Thailand ·
Togo ·
Tsjaad ·
Tunesië ·
Verenigde Arabische Emiraten ·
Wit-Rusland ·
Zambia ·
Zimbabwe ·
Zuid-Afrika ·
Zuid-Soedan